# Elements, Pt. 2
Elements, Pt. 2 je album finské power metalové skupiny Stratovarius.

## Seznam skladeb
1. "Alpha & Omega" – 6:38
2. "I Walk to My Own Song" – 5:03
3. "I'm Still Alive" – 4:50
4. "Season of Faith's Perfection" – 6:08
5. "Awaken the Giant" – 6:37
6. "Know the Difference" – 5:38
7. "Luminous" – 4:49
8. "Dreamweaver" – 5:53
9. "Liberty" – 5:01
10. "Ride Like the Wind" – 4:49 (bonusová skladba v Japonsku)

Přes Stratoshop byla také vydána limitovaná 2CD edice a obsahovala:
1. "Alpha & Omega (demo)" – 6:35
2. "Vapaus (demo)" – 6:07
3. "Season of Faith's Protection (demo)" – 6:18
4. "Soul Of A Vagabond (live)" – 8:02
5. "Destiny/Fantasia (live)" – 9:07
6. "Father Time (live)" – 4:58
7. "Hunting High And Low (live)" – 5:10
8. "Paradise (live)" – 5:42

### Seznam skladeb na LP
Strana A
1. Alpha & Omega
2. Season of Faith's Perfection
3. Awaken the Giant
4. Dreamweaver

Strana B
1. I Walk to My Own Song
2. I'm Still Alive
3. Know the Difference
4. Luminous
5. Liberty

## Obsazení
- Timo Kotipelto – zpěv
- Timo Tolkki – kytara
- Jari Kainulainen – basová kytara
- Jens Johansson – klávesy
- Jörg Michael – bicí